# Comuna Scundu, Vâlcea
Scundu este o comună în județul Vâlcea, Oltenia, România, formată din satele Avrămești, Blejani, Crângu și Scundu (reședința).

## Demografie
Componența etnică a comunei Scundu
     Români (95,47%)
     Alte etnii (4,53%)
Componența confesională a comunei Scundu
     Ortodocși (95,18%)
     Alte religii (0,23%)
     Necunoscută (4,59%)
Conform recensământului efectuat în 2021, populația comunei Scundu se ridică la 1.723 de locuitori, în scădere față de recensământul anterior din 2011, când fuseseră înregistrați 1.861 de locuitori. Majoritatea locuitorilor sunt români (95,47%). Din punct de vedere confesional, majoritatea locuitorilor sunt ortodocși (95,18%), iar pentru 4,59% nu se cunoaște apartenența confesională.

## Politică și administrație
Comuna Scundu este administrată de un primar și un consiliu local compus din 11 consilieri. Primarul, Mihăiță-George Blejan[*], de la Partidul Social Democrat, este în funcție din 2021. Începând cu alegerile locale din 2024, consiliul local are următoarea componență pe partide politice:
|  | Partid                          | Consilieri | Componența Consiliului | Componența Consiliului | Componența Consiliului | Componența Consiliului | Componența Consiliului | Componența Consiliului |
|  | ------------------------------- | ---------- | ---------------------- | ---------------------- | ---------------------- | ---------------------- | ---------------------- | ---------------------- |
|  | Partidul Social Democrat        | 6          |                        |                        |                        |                        |                        |                        |
|  | Alianța pentru Unirea Românilor | 3          |                        |                        |                        |                        |                        |                        |
|  | Partidul Național Liberal       | 2          |                        |                        |                        |                        |                        |                        |